# Marcel Montarron
Marcel Montarron, né le 15 mai 1902 à Nevers et mort le 23 avril 1994 à Montfort-l'Amaury, est un journaliste judiciaire français.

## Biographie
Marcel Montarron a commencé sa carrière de journaliste au Populaire en 1922.
Considéré comme étant l'un des meilleurs chroniqueurs judiciaires de l'après-guerre[Par qui ?], il dirigea l'hebdomadaire Détective.
Il a également collaboré à Voilà, à Marianne, à Paris-Soir, et à Match.

## Ouvrages sélectifs
- L'histoire vraie des brigades mobiles, Robert Laffont, 1976.
- Stavisky : les secrets du scandale, Robert Laffont, 1974 (avec Jean-Michel Charlier).
- Les Chemins de la belle. Les grandes évasions, Stock, 1971.
- Histoire des crimes sexuels, Plon, 1970.
- Histoire du milieu : De Casque d'or à nos jours, Plon, 1969.
- Les grands procès d'assises, CAL: Culture art loisirs, 1967.
- Ciel de cafard, préface de Mac Orlan, Gallimard, 1932.